# Gerald Sandel
Gerald Sandel (Den Haag, 10 december 1963) is een voormalig voetballer van Sparta Rotterdam en ADO Den Haag.
Sandel speelde tot zijn 23ste bij de amateurs van VCS uit zijn geboorteplaats Den Haag. De middenvelder debuteerde voor Sparta in het seizoen 1987-1988. Sandel, die voornamelijk als middenvelder actief was, bleef tot de zomer van 1995 bij de Rotterdammers. Hij kwam in die periode tot ruim 200 wedstrijden, waarin hij 20 keer raak schoot.
In 1995 maakte Sandel de overstap naar ADO Den Haag waar hij in 1997 een punt achter zijn profloopbaan zette. Hierna was Sandel nog jarenlang (tot ver na zijn veertigste verjaardag) actief in het amateurvoetbal bij HBS.
Inmiddels is Gerald Sandel vanaf 2015 stadionspeaker bij HBS  uitkomend in de Derde Divisie zondag.

## Clubstatistieken
| seizoen | club             | competitie     | duels | goals |
| ------- | ---------------- | -------------- | ----- | ----- |
| 1987/88 | Sparta Rotterdam | Eredivisie     | 8     | 1     |
| 1988/89 | Sparta Rotterdam | Eredivisie     | 31    | 4     |
| 1989/90 | Sparta Rotterdam | Eredivisie     | 31    | 5     |
| 1990/91 | Sparta Rotterdam | Eredivisie     | 30    | 3     |
| 1991/92 | Sparta Rotterdam | Eredivisie     | 32    | 3     |
| 1992/93 | Sparta Rotterdam | Eredivisie     | 16    | 0     |
| 1993/94 | Sparta Rotterdam | Eredivisie     | 21    | 0     |
| 1994/95 | Sparta Rotterdam | Eredivisie     | 31    | 3     |
| 1995/96 | FC Den Haag      | Eerste divisie | 23    | 1     |
| 1996/97 | ADO Den Haag     | Eerste divisie | 28    | 2     |